# Government Accountability Institute
Le Government Accountability Institute (GAI) est une entité qui se présente comme un groupe de réflexion (think tank), ultra-conservateur,, créé à Tallahassee en Floride, en 2012 par Peter Schweizer et Steve Bannon, avec le financement du milliardaire Robert Mercer et de sa famille.
Le président du think tank, Peter Schweizer, est présenté par le site du GAI comme un « auteur à succès et journaliste d'investigation (…) consultant auprès du Bureau de la rédaction de discours présidentiels à la Maison-Blanche pour le président George W. Bush. Il a également été membre du groupe d'étude sur l'ultraterrorisme au Sandia National Laboratory du gouvernement américain et est un ancien consultant pour NBC News. (…) titulaire d'une maîtrise en philosophie de l'université d'Oxford et d'un baccalauréat ès arts de l'université George Washington ».

## Objectif
Son objectif déclaré est d'enquêter et de dénoncer la corruption gouvernementale, l'utilisation abusive de l'argent des contribuables et le capitalisme de connivence (capitalisme de copinage), pour partager ces résultats d'enquête « avec d'autres journalistes qui n'ont peut-être pas le temps ou les ressources nécessaires pour le faire eux-mêmes ».
Bien qu'étant enregistré comme organisation non partisane, dans les faits, le GAI se concentre essentiellement sur les enquêtes relatives à des allégations visant le Parti démocrate.

## Aperçu
Le Government Accountability Institute a été créé par Steve Bannon comme outil susceptible de transmettre aux médias grand public des recherches, jugées partisanes et douteuses par de nombreux observateurs, sur l'opposition au parti de Donald Trump,. Jane Mayer du New Yorker explique que Bannon « s'est rendu compte que, même si les grands journalistes se méfient des opinions partisanes, ils sont ouverts aux faits accablants sur les personnalités publiques, quelle qu'en soit la source. Il a entrepris, avec Schweizer, de produire du matériel qui susciterait une forte couverture médiatique et l'indignation de la droite ».
Alors que le GAI prétend être « un groupe de surveillance de la corruption autoproclamé présidé et financé par la méga-donatrice conservatrice Rebekah Mercer», fille et héritière du milliardaire Robert Mercer, ce think tank est devenu un pilier des médias de l'alt-right américaine.
Dans le conseil d'administration de GAI on trouve Steve Bannon, Peter Schweizer, Hunter Lewis, Ron Robinson (président de la Young America's Foundation) et Wynton Hall. Et l'ancien politicien américain Jason Chaffetz les a rejoint en tant que « membre distingué » en 2021.

## Financements
Son budget (2020) déclarait 3 678 463 $ de revenus et 3 298 273 $ de dépenses, avec 398 092 $ d'actifs.
En 2013, la Fondation de la famille Mercer fait don de 1 million de dollars au Government Accountability Institute, suivi d'un nouveau don de 1 million de dollars en 2013, puis en 2014, suivi d'un don de 1,7 million de dollars en 2015.
Le Washington Post note qu'en 2013, Steve Bannon a à la fois 750 000 dollars en tant que PDG de Breitbart News, et 100 000 dollars en tant que président du Government Accountability Institute.
En 2017, la Fondation de la famille Mercer a versé 1,8 million de dollars au Government Accountability Institute.
De 2012 à 2014, GAI a déclaré près de 4 millions de dollars de dons provenant de la Mercer Family Foundation et du Donors Trust (affilié aux frères Koch).
En 2019, le New Yorker faisait remarquer que la majeure partie du financement du GAI provenait de dons exonérés d'impôt de la fondation familiale de Robert Mercer, et que, selon les déclarations de revenus de l'organisation de 2017, c'est la fille Rebekah de Mercer qui était présidente du conseil d'administration du GAI.

## Activités
Cette entité a publié plusieurs rapports et livres dont les prémisses et les affirmations ont été réfutées après, voire avant la publication,.
L'un d'eux est Clinton Cash: The Untold Story of How and Why Foreign Governments and Businesses Helped Make Bill and Hillary Rich, un livre de 2015 qui fait de fausses déclarations sur les dons faits à la Fondation Clinton par des entités étrangères, des discours payés par Bill et Hillary Clinton, et l'enrichissement personnel des Clinton depuis leur départ de la Maison Blanche en 2001.
En octobre 2012, le GAI a publié un rapport insinuant que la campagne d'Obama avait reçu des contributions illégales, affirmant, sans citer aucune preuve, que « les campagnes qui collectent des fonds de manière agressive en ligne sollicitent des dons de personnes du monde entier, qu'elles le veuillent ou non », et ajoutant que la campagne d'Obama avait manqué de « vérification rigoureuse de la citoyenneté des donateurs » (il est illégal pour les citoyens non américains de contribuer aux campagnes américaines). Plusieurs sources médiatiques ont réfuté cette affirmation, et n'ont trouvé aucune preuve à l'appui.
Un autre livre (également démystifié) est Secret Empires: How the American Political Class Hides Corruption and Enriches Family and Friends, qui a été la première source imprimée sur la fausse théorie du complot Biden-Ukraine.
Bush Bucks: How Public Service and Corporations Helped Make Jeb Rich, est un livre électronique daté d'octobre 2015, qui soulève des questions sur les millions de dollars que l'ancien gouverneur de Floride, Jeb Bush, a gagné après avoir quitté ses fonctions auprès d'entreprises qui ont bénéficié de la politique de Bush alors qu'il était Gouverneur de Floride,,.

## Liens avec Breitbart News
En novembre 2016, une enquête publiée par le Washington Post a mis en évidence, et détaillé, divers liens qui unissent le Government Accountability Institute et le site Web conservateur Breitbart News. En particulier :
- trois employés de GAI ont reçu une rémunération à temps plein tout en travaillant ailleurs[28] ;
- de 2012 à 2015, Steve Bannon, cofondateur et président exécutif du GAI, a reçu 376 000 $ en y ayant travaillé 30 heures par semaine, et il était simultanément président exécutif de Breitbart News[19]. Durant cette même période, Wynton Hall stratège en communications du GAI a, lui, reçu 600 000 $, alors qu'il était aussi rédacteur pour Breitbart News (et même promu rédacteur en chef en 2013) ;
- le président et trésorier du GAI, Peter Schweizer, était aussi rédacteur en chef et écrivain de Breitbart News, et il a reçu 778 000 $ du GAI de 2012 à 2015[19].

Le Washington Post a aussi souligné que le plaidoyer politique de cet institut GAI soulevait d'autres questions : en particulier, en tant qu'organisme de bienfaisance public 501(c)(3), il semble être intervenu illégalement dans plusieurs grandes campagnes politiques.
Le rapport du Washington Post révèle également que, de 2013 à 2015, le GAI a acheté pour plus de 200 000 $ de publicité sur le site Web de Breitbart,.